# Millas
Pour les articles homonymes, voir Millas (plat).
Millas (prononcé [mijas] ; en catalan : Millars ; en occitan : Milhars) est une commune française située dans le nord-est du département des Pyrénées-Orientales en région Occitanie. Ses habitants sont appelés les Millassois. Sur le plan historique et culturel, la commune est dans le Roussillon, une ancienne province du royaume de France, qui a existé de 1659 jusqu'en 1790 et qui recouvrait les trois vigueries du Roussillon, du Conflent et de Cerdagne.
Exposée à un climat méditerranéen, elle est drainée par la Têt, le Boulès, la Comelade. La commune possède un patrimoine naturel remarquable composé de trois zones naturelles d'intérêt écologique, faunistique et floristique.
Millas est une commune rurale qui compte 4 325 habitants en 2022, après avoir connu une forte hausse de la population depuis 1962. Elle est dans l'unité urbaine de Millas et fait partie de l'aire d'attraction de Perpignan. Ses habitants sont appelés les Millassois ou  Millassoises.

## Géographie

### Localisation
La commune de Millas se trouve dans le département des Pyrénées-Orientales, en région Occitanie.
Elle se situe à 16 km à vol d'oiseau de Perpignan, préfecture du département, à 24 km de Prades, sous-préfecture, et à 8 km du Le Soler, bureau centralisateur du canton de la Vallée de la Têt dont dépend la commune depuis 2015 pour les élections départementales.
La commune est par ailleurs ville-centre du bassin de vie de Millas.
Les communes les plus proches sont : 
Saint-Féliu-d'Amont (2,3 km), Néfiach (2,4 km), Corneilla-la-Rivière (2,9 km), Saint-Féliu-d'Avall (3,7 km), Corbère-les-Cabanes (4,1 km), Camélas (4,5 km), Corbère (5,1 km), Pézilla-la-Rivière (6,1 km).
Sur le plan historique et culturel, Millas fait  partie du Riberal (la partie basse du bassin de la Têt), entre les Fenouillèdes et les massifs pyrénéens . Ce territoire est culturellement une zone de langue catalane.
| Bélesta               | Montner             | Corneilla-la-Rivière |
| Néfiach               | Millas              | Saint-Féliu-d'Amont  |
| Ille-sur-Têt, Corbère | Corbère-les-Cabanes | Camélas              |

### Géologie et relief
La superficie de la commune est de 1 912 ha. Son altitude varie de 89 m à 500 m.
La commune est classée en zone de sismicité 3, correspondant à une sismicité modérée.

### Hydrographie
La commune de Millas est traversée en son milieu et d'ouest en est par la Têt. Ce fleuve connaît souvent des crues spectaculaires plutôt au printemps mais aussi parfois en hiver, tel l'épisode de novembre 1892 lors duquel le fleuve atteint le niveau de 4,20 mètres  à Millas après avoir reçu le Boulès.

### Climat
Pour des articles plus généraux, voir Climat de l'Occitanie et Climat des Pyrénées-Orientales.
En 2010, le climat de la commune est de type climat méditerranéen franc, selon une étude du CNRS s'appuyant sur une série de données couvrant la période 1971-2000. En 2020, Météo-France publie une typologie des climats de la France métropolitaine dans laquelle la commune est exposée à un climat méditerranéen et est dans une zone de transition entre les régions climatiques « Pyrénées orientales » et « Provence, Languedoc-Roussillon ».
Pour la période 1971-2000, la température annuelle moyenne est de 14,6 °C, avec une amplitude thermique annuelle de 15,8 °C. Le cumul annuel moyen de précipitations est de 713 mm, avec 6,1 jours de précipitations en janvier et 2,6 jours en juillet. Pour la période 1991-2020, la température moyenne annuelle observée sur la station météorologique la plus proche, située sur la commune de Caixas à 12 km à vol d'oiseau, est de 15,5 °C et le cumul annuel moyen de précipitations est de 729,7 mm,. Pour l'avenir, les paramètres climatiques de la commune estimés pour 2050 selon différents scénarios d’émission de gaz à effet de serre sont consultables sur un site dédié publié par Météo-France en novembre 2022.

### Milieux naturels et biodiversité
L’inventaire des zones naturelles d'intérêt écologique, faunistique et floristique (ZNIEFF) a pour objectif de réaliser une couverture des zones les plus intéressantes sur le plan écologique, essentiellement dans la perspective d’améliorer la connaissance du patrimoine naturel national et de fournir aux différents décideurs un outil d’aide à la prise en compte de l’environnement dans l’aménagement du territoire.
Deux ZNIEFF de type 1 sont recensées sur la commune :
le « massif de Força-Réal » (633 ha), couvrant 3 communes du département et 
la « vallée de la Têt de Vinça à Perpignan » (554 ha), couvrant 10 communes du département
et une ZNIEFF de type 2, : 
le « massif du Fenouillèdes » (34 157 ha), couvrant 40 communes dont une dans l'Aude et 39 dans les Pyrénées-Orientales.

Carte des ZNIEFF de type 1 et 2 à Millas.
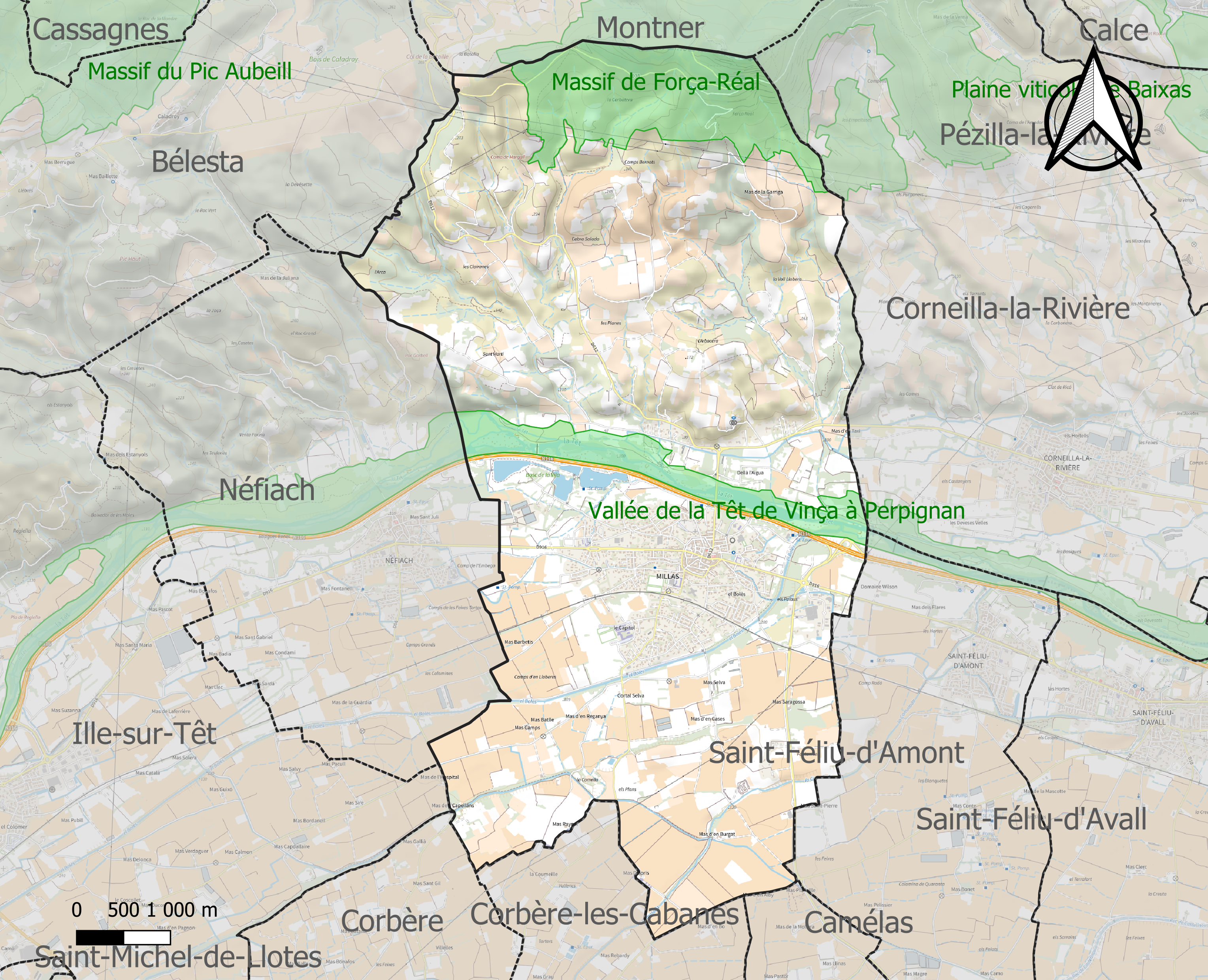
Carte des ZNIEFF de type 1 sur la commune.
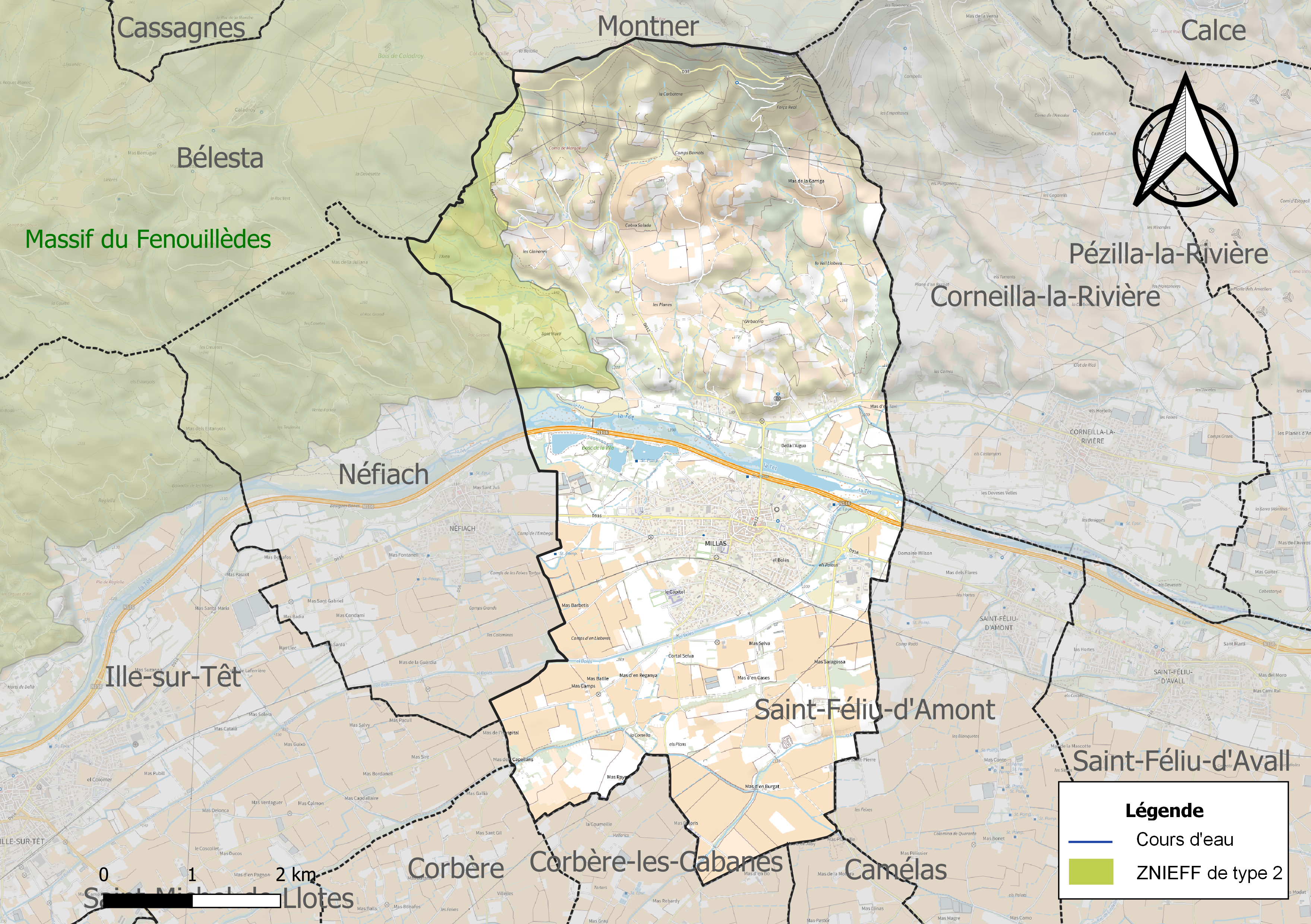
Carte de la ZNIEFF de type 2 sur la commune.

## Urbanisme

### Typologie
Au 1er janvier 2024, Millas est catégorisée bourg rural, selon la nouvelle grille communale de densité à sept niveaux définie par l'Insee en 2022.
Elle appartient à l'unité urbaine de Millas, une unité urbaine monocommunale constituant une ville isolée,. Par ailleurs la commune fait partie de l'aire d'attraction de Perpignan, dont elle est une commune de la couronne,. Cette aire, qui regroupe 118 communes, est catégorisée dans les aires de 200 000 à moins de 700 000 habitants,.

### Occupation des sols
L'occupation des sols de la commune, telle qu'elle ressort de la base de données européenne d’occupation biophysique des sols Corine Land Cover (CLC), est marquée par l'importance des territoires agricoles (72,5 % en 2018), en diminution par rapport à 1990 (77,6 %). La répartition détaillée en 2018 est la suivante : 
cultures permanentes (51,7 %), milieux à végétation arbustive et/ou herbacée (15,7 %), zones agricoles hétérogènes (15,3 %), zones urbanisées (10,6 %), terres arables (3,8 %), prairies (1,7 %), forêts (1,3 %). L'évolution de l’occupation des sols de la commune et de ses infrastructures peut être observée sur les différentes représentations cartographiques du territoire : la carte de Cassini (XVIIIe siècle), la carte d'état-major (1820-1866) et les cartes ou photos aériennes de l'IGN pour la période actuelle (1950 à aujourd'hui).

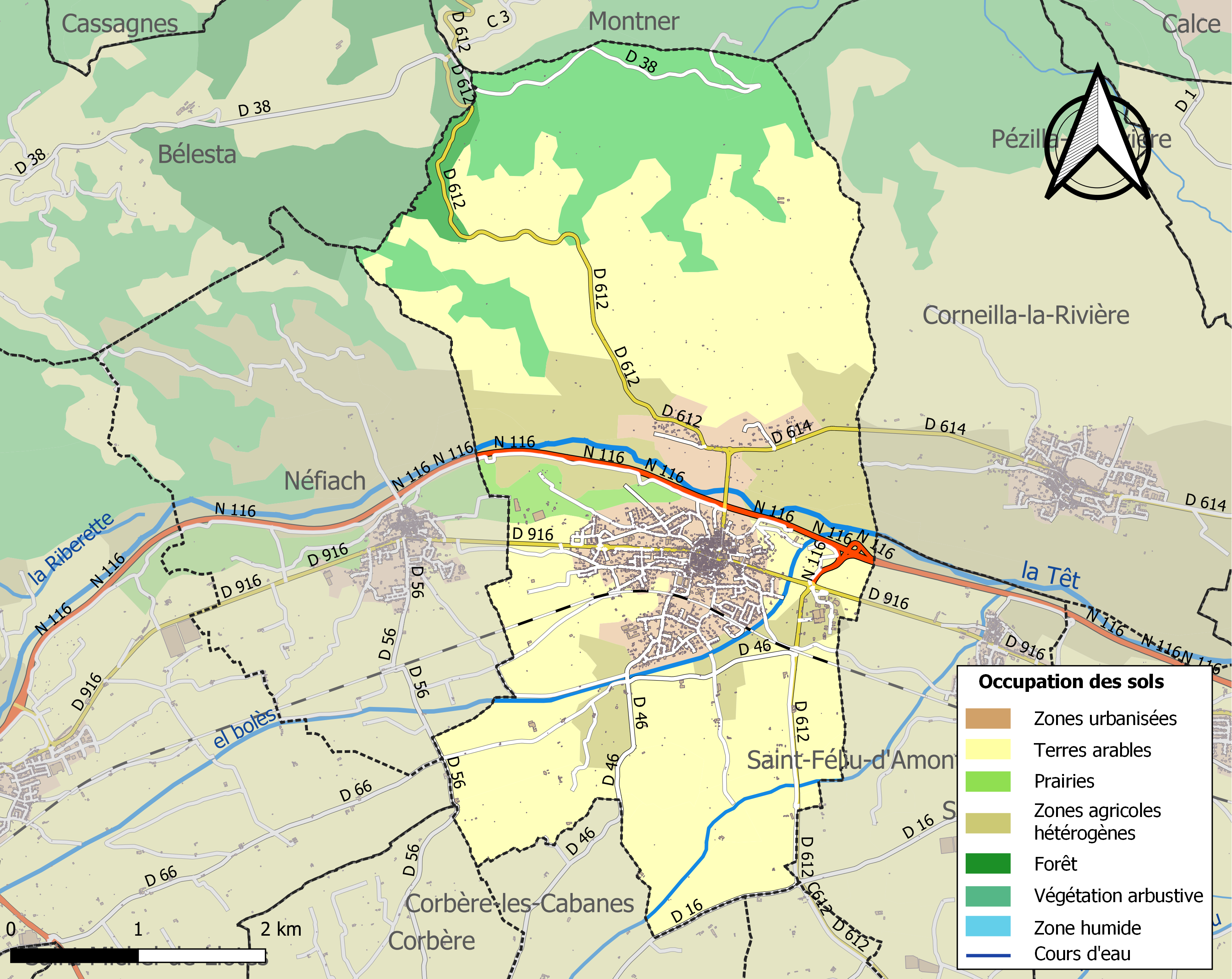
Carte des infrastructures et de l'occupation des sols de la commune en 2018 (CLC).

### Voies de communication et transports
- Par la route : route nationale 116, route du vin en Roussillon, et les anciennes : route nationale 612 (Col de la Bataille (D 612), route nationale 614 (D 614),

- Par l'avion : aéroport de Perpignan-Rivesaltes.

La commune compte une gare sur son territoire, la gare de Millas, desservie quotidiennement par des TER Occitanie effectuant des missions entre les gares de Perpignan et de Villefranche - Vernet-les-Bains.
La ligne 510 du réseau régional liO relie la commune à la gare de Perpignan, la ligne 512 relie également la commune à la gare de Perpignan depuis Corbère, la ligne 520 relie la commune à la gare de Perpignan depuis Prades, et la ligne 544 relie la commune à Saint-Cyprien.

### Risques majeurs
Le territoire de la commune de Millas est vulnérable à différents aléas naturels : inondations, climatiques (grand froid ou canicule), feux de forêts, mouvements de terrains et séisme (sismicité modérée). Il est également exposé à deux risques technologiques, le transport de matières dangereuses et la rupture d'un barrage, et à un risque particulier, le risque radon,.

#### Risques naturels
Certaines parties du territoire communal sont susceptibles d’être affectées par le risque d’inondation par crue torrentielle de cours d'eau du bassin de la Têt.
Les mouvements de terrains susceptibles de se produire sur la commune sont soit des mouvements liés au retrait-gonflement des argiles, soit des glissements de terrains, soit des chutes de blocs. Une cartographie nationale de l'aléa retrait-gonflement des argiles permet de connaître les sols argileux ou marneux susceptibles vis-à-vis de ce phénomène.
Ces risques naturels sont pris en compte dans l'aménagement du territoire de la commune par le biais d'un plan de prévention des risques inondations.

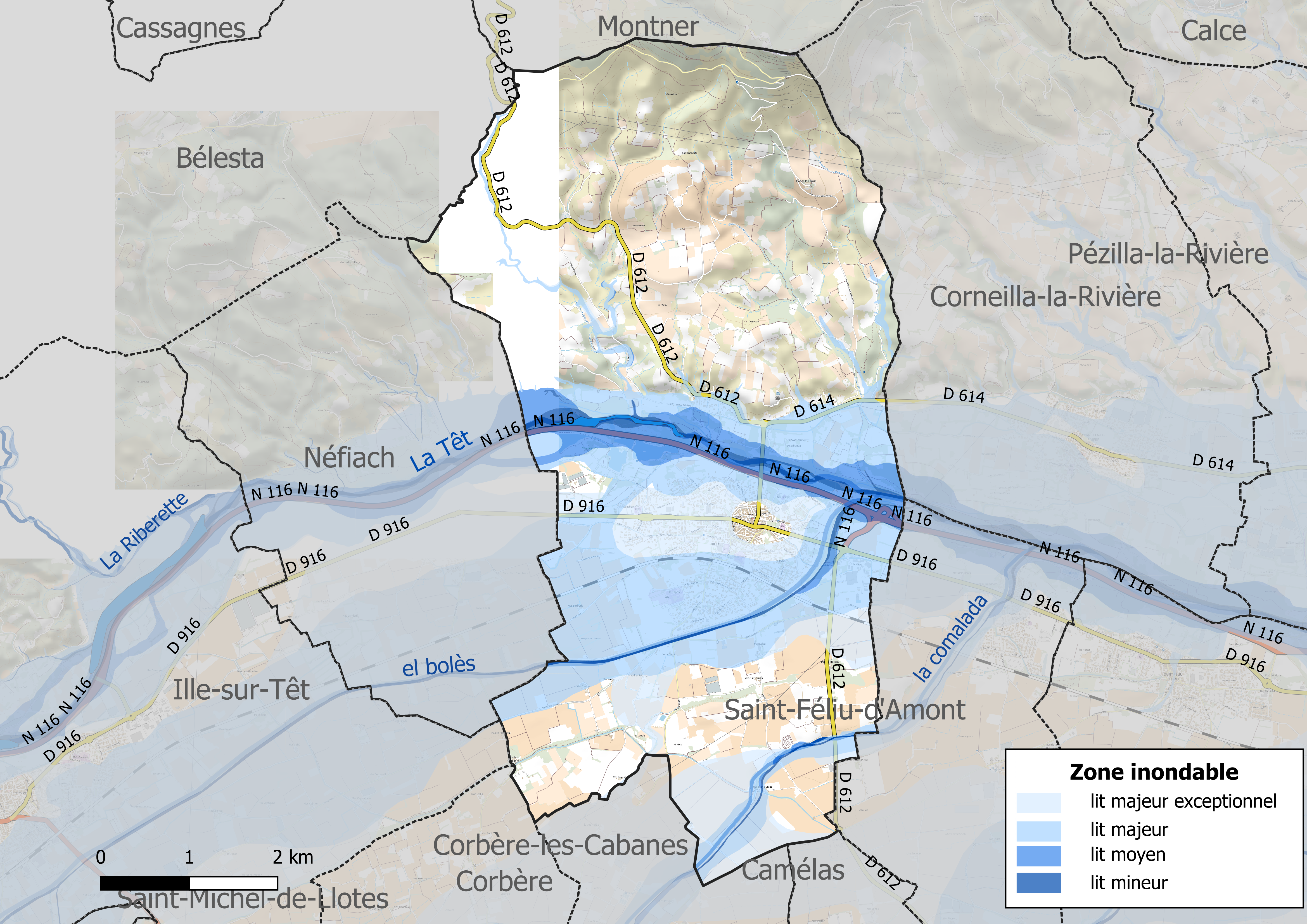
Carte des zones inondables.
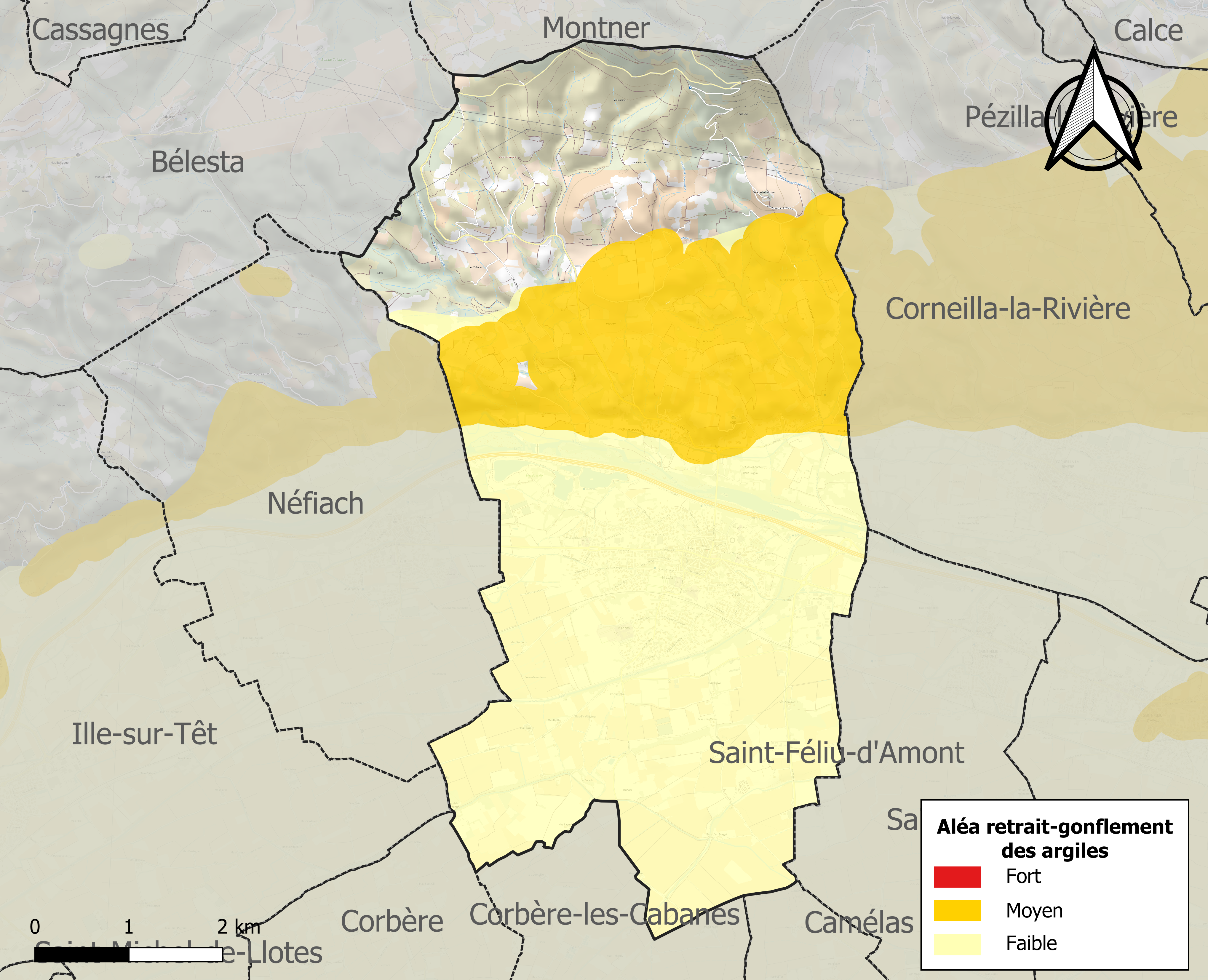
Carte des zones d'aléa retrait-gonflement des argiles.

#### Risques technologiques
Le risque de transport de matières dangereuses sur la commune est lié à sa traversée par une route à fort trafic. Un accident se produisant sur une telle infrastructure est en effet susceptible d’avoir des effets graves au bâti ou aux personnes jusqu’à 350 m, selon la nature du matériau transporté. Des dispositions d’urbanisme peuvent être préconisées en conséquence.
Dans le département des Pyrénées-Orientales, on dénombre sept grands barrages susceptibles d’occasionner des dégâts en cas de rupture. La commune fait partie des 66 communes susceptibles d’être touchées par l’onde de submersion consécutive à la rupture d’un de ces barrages, les barrages de Vinça ou des Bouillouses sur la Têt.

#### Risque particulier
Dans plusieurs parties du territoire national, le radon, accumulé dans certains logements ou autres locaux, peut constituer une source significative d’exposition de la population aux rayonnements ionisants. Toutes les communes du département sont concernées par le risque radon à un niveau plus ou moins élevé. Selon la classification de 2018, la commune de Millas est classée en zone 2, à savoir zone à potentiel radon faible mais sur lesquelles des facteurs géologiques particuliers peuvent faciliter le transfert du radon vers les bâtiments.

## Toponymie
Formes du nom
Le nom officiel de la commune est Millas, francisation du nom catalan Millars [miˈʎas] ; en français le nom de la commune est prononcé [mijas].
Le nom de Millas apparaît pour la première fois en 898 sous la forme Millares dans un texte mentionnant une prise d’eau et un canal desservant Millas et les deux Saint-Féliu. Daté de 953, un autre document laisse apparaître le nom latinisé de Miliaso comme l'autre nom d'un lieu originellement connu sous le nom de Puliano (in Puliano que alium nomen vocant Miliaso). Au Xe siècle, on trouve aussi les formes Miliare et Villa Miliarii. Au XIe siècle, on rencontre les formes Miliaros, Milars et Milliars, suivies entre les XIIe et XIVe siècles des formes Miliariis et Millars. À partir du XVe siècle apparaît la forme Millas.
Étant donné que localement le r n'est pas prononcé (ce qui est fréquent en catalan dans les finales en -r ou en -rs, sans être systématique), cette lettre a eu tendance à être supprimée dans la forme écrite, et ce même avant la francisation du nom. Aujourd'hui Millars est le nom catalan et Millas le nom officiel selon le COG ; en français les deux formes se rencontrent,,, avec la deuxième dominante.
Étymologie
Le nom de Puliano renvoie sans doute à un domaine de l'époque romaine construit avec le nom de son propriétaire, Paulius, suivi du suffixe -anum.
Le nom de Millas paraît avoir deux explications possibles. D’une part, la forme millarium aurait pu renvoyer à l'existence d’une borne milliaire au bord d'une voie romaine. Mais cette origine est peu probable car elle aurait abouti à Milla plutôt que Millas. L'hypothèse la plus vraisemblable est donc celle  d'un lieu où l'on cultivait du mil (mill en catalan). De nombreux noms des pays catalans sont construits avec le nom d'une plante ou d'une culture suivi du suffixe collectif -aris, indiquant que la dite plante se trouve en grand nombre dans ce lieu. De plus, le terme latin miliarus désignait déjà le millet commun. Cette deuxième interprétation est, sans doute, la plus plausible si l'on en croit le blason de la ville qui représente une plante semblable à un épi de millet.
Par ailleurs, il y a trois autres toponymes du même nom : Millars, hameau de la commune de Madremanya près de Gérone, Millars, commune du Pays Valencien (Millares en castillan), et le riu Millars, cours d'eau près de Castelló de la Plana (río Mijares en castillan).

## Histoire
Le territoire de Millas a été habité dès l'époque néolithique.
Le village originel date du premier âge du fer comme en témoignent les traces archéologiques d'un cimetière de la civilisation des champs d'urnes situé dans la partie occidentale de la commune.

### Accident de 2017
Le 14 décembre 2017, un accident entre un autocar scolaire et une rame automotrice TER à un passage à niveau automatique situé sur la route de Thuir provoque six morts et une vingtaine de blessés parmi les collégiens présents dans l'autocar.

## Politique et administration

### Administration municipale
Le nombre d'habitants au recensement de 2011 étant compris entre 3 500 et 4 999 habitants au dernier recensement, le nombre de membres du conseil municipal est de vingt sept,.

### Rattachements administratifs et électoraux
Commune faisant partie de la communauté de communes de Roussillon Conflent et du canton de la Vallée de la Têt (avant le redécoupage départemental de 2014, Millas était le chef lieu de l'ex-canton de Millas).

### Liste des maires
| Période        | Période        | Identité               | Étiquette | Qualité |
| -------------- | -------------- | ---------------------- | --------- | --- |
| 1791           | 1794           | Joseph Camps           |           | |
| 1794           | 1796           | Joseph Gelade          |           | |
| 1796           | 1800           | Jean Bach              |           | |
| 1800           | 1815           | Laurens Reynal         |           | |
| 1815           | 1817           | Augustin de Çagarriga  |           | |
| 1817           | 1828           | Pierre Boixo           |           | |
| 1828           | 1830           | Jean Thorent           |           | |
| 1830           | 1831           | Dominique Cazes        |           | |
| 1831           | 1834           | Jean Gouzy             |           | |
| 1834           | 1843           | Augustin Carrera Jorda |           | |
| 1843           | 1848           | Joseph Aragon          |           | |
| 1848           | 1849           | Joseph Carrère         |           | |
| 1849           | 1850           | Jean Sibinde           |           | |
| 1850           | 1865           | Antoine Ferriol        |           | |
| 1865           | 1870           | Jean Thorent Boixo     |           | |
| 1870           | 1876           | Jean Garrigue          |           | |
| 1876           | 1878           | Camille Gouzy          |           | |
| 1878           | 1884           | Antoine Gouzy          |           | |
| 1884           | 1885           | Barthélémy Garrigue    |           | |
| 1885           | 1924           | Joseph Roig            |           | |
| 1924           | 1928           | Jezan Serradeil        |           | |
| 1928           | 1928           | Gaston Monier          |           | |
| 1928           | 1935           | François Laffon        |           | |
| 1935           | 1939           | Paul Malet             |           | |
| 1939           | 1941           | Jacques Senyarich      |           | |
| 1941           | 1944           | Joseph Bousquet        |           | |
| 1944           | 1944           | Paul Trilha            |           | |
| 1944           | 1945           | Henri Domenech         |           | |
| 1945           | 1945           | Paul Malet             |           | |
| 1945           | 1953           | Georges Candille       | SFIO      | Épicier, ancien conseiller d'arrondissement |
| 1953           | 1956           | Jean Gendre            |           | |
| 1956           | 1965           | Gaudérique Narach      |           | |
| mars 1965      | mars 1971      | René Pélissier         |           | |
| mars 1971      | 1972           | Aimé Tarraso           |           | Instituteur |
| 1972           | juin 1995      | François Beffara       | PS        | Conseiller général du canton de Millas (1988 → 1994) |
| juin 1995      | mars 2001      | Christian Bourquin     | PS        | Ingénieur agronome Député de la 3e circonscription des Pyrénées-Orientales (1997 → 2002) Conseiller général du canton de Millas (1994 → 2011) Président du conseil général des Pyrénées-Orientales (1998 → 2010) |
| mars 2001      | 3 juillet 2020 | Damienne Beffara,      | PS        | Professeure des écoles retraitée Conseillère départementale du canton de la Vallée de la Têt (2015 → ) 4e vice-présidente du conseil départemental des Pyrénées-Orientales (2015 → )                             |
| 3 juillet 2020 | En cours       | Jacques Garsau         | HO        | Chargé de communication, conseiller départemental depuis 2021 |

## Population et société

### Démographie ancienne
La population est exprimée en nombre de feux (f) ou d'habitants (H).
| 1365 | 1378 | 1470  | 1515  | 1553  | 1643  | 1709  | 1720  | 1730  |
| ---- | ---- | ----- | ----- | ----- | ----- | ----- | ----- | ----- |
| 90 f | 86 f | 142 f | 155 f | 105 f | 200 f | 248 f | 303 f | 290 f |

| 1765  | 1767    | 1774  | 1789  | - | - | - | - | - |
| ----- | ------- | ----- | ----- | - | - | - | - | - |
| 600 H | 1 356 H | 290 f | 332 f | - | - | - | - | - |

### Démographie contemporaine
L'évolution du nombre d'habitants est connue à travers les recensements de la population effectués dans la commune depuis 1793. Pour les communes de moins de 10 000 habitants, une enquête de recensement portant sur toute la population est réalisée tous les cinq ans, les populations de référence des années intermédiaires étant quant à elles estimées par interpolation ou extrapolation. Pour la commune, le premier recensement exhaustif entrant dans le cadre du nouveau dispositif a été réalisé en 2005.

En 2022, la commune comptait 4 325 habitants, en évolution de +1,76 % par rapport à 2016 (Pyrénées-Orientales : +3,92 %, France hors Mayotte : +2,11 %).
| 1793  | 1800  | 1806  | 1821  | 1831  | 1836  | 1841  | 1846  | 1851  |
| ----- | ----- | ----- | ----- | ----- | ----- | ----- | ----- | ----- |
| 1 218 | 1 274 | 1 456 | 1 774 | 1 970 | 2 100 | 2 090 | 2 251 | 2 176 |

| 1856  | 1861  | 1866  | 1872  | 1876  | 1881  | 1886  | 1891  | 1896  |
| ----- | ----- | ----- | ----- | ----- | ----- | ----- | ----- | ----- |
| 2 090 | 2 035 | 2 090 | 2 013 | 2 260 | 2 279 | 2 239 | 2 460 | 2 208 |

| 1901  | 1906  | 1911  | 1921  | 1926  | 1931  | 1936  | 1946  | 1954  |
| ----- | ----- | ----- | ----- | ----- | ----- | ----- | ----- | ----- |
| 2 244 | 2 214 | 2 199 | 2 106 | 2 125 | 2 160 | 2 067 | 2 108 | 2 215 |

| 1962  | 1968  | 1975  | 1982  | 1990  | 1999  | 2005  | 2006  | 2010  |
| ----- | ----- | ----- | ----- | ----- | ----- | ----- | ----- | ----- |
| 2 453 | 2 489 | 2 569 | 2 824 | 3 091 | 3 452 | 3 731 | 3 766 | 3 924 |

| 2015  | 2020  | 2022  | - | - | - | - | - | - |
| ----- | ----- | ----- | - | - | - | - | - | - |
| 4 218 | 4 261 | 4 325 | - | - | - | - | - | - |

| selon la population municipale des années : | 1968 | 1975 | 1982 | 1990 | 1999 | 2006 | 2009 | 2013 |
| Rang de la commune dans le département      | 21   | 22   | 24   | 26   | 27   | 27   | 26   | 25   |
| Nombre de communes du département           | 232  | 217  | 220  | 225  | 226  | 226  | 226  | 226  |

### Enseignement
Millas fait partie de l'académie de Montpellier.
La commune possède une école maternelle (rue de la Fontaine), une école élémentaire (avenue de la gare), et un collège Christian-Bourquin (impasse du Capitoul), inauguré en 2015 il est nommé ainsi en l'honneur de Christian Bourquin (1954-2014), ancien président de la région Languedoc-Roussillon.

### Manifestations culturelles et festivités
Fête patronale et communale : 10 et 11 décembre, marché le mardi, féria de Millas : la ville est membre du l'Union des villes taurines françaises.
Il est présent une médiathèque, un comité des fêtes, ainsi que de nombreuses associations.

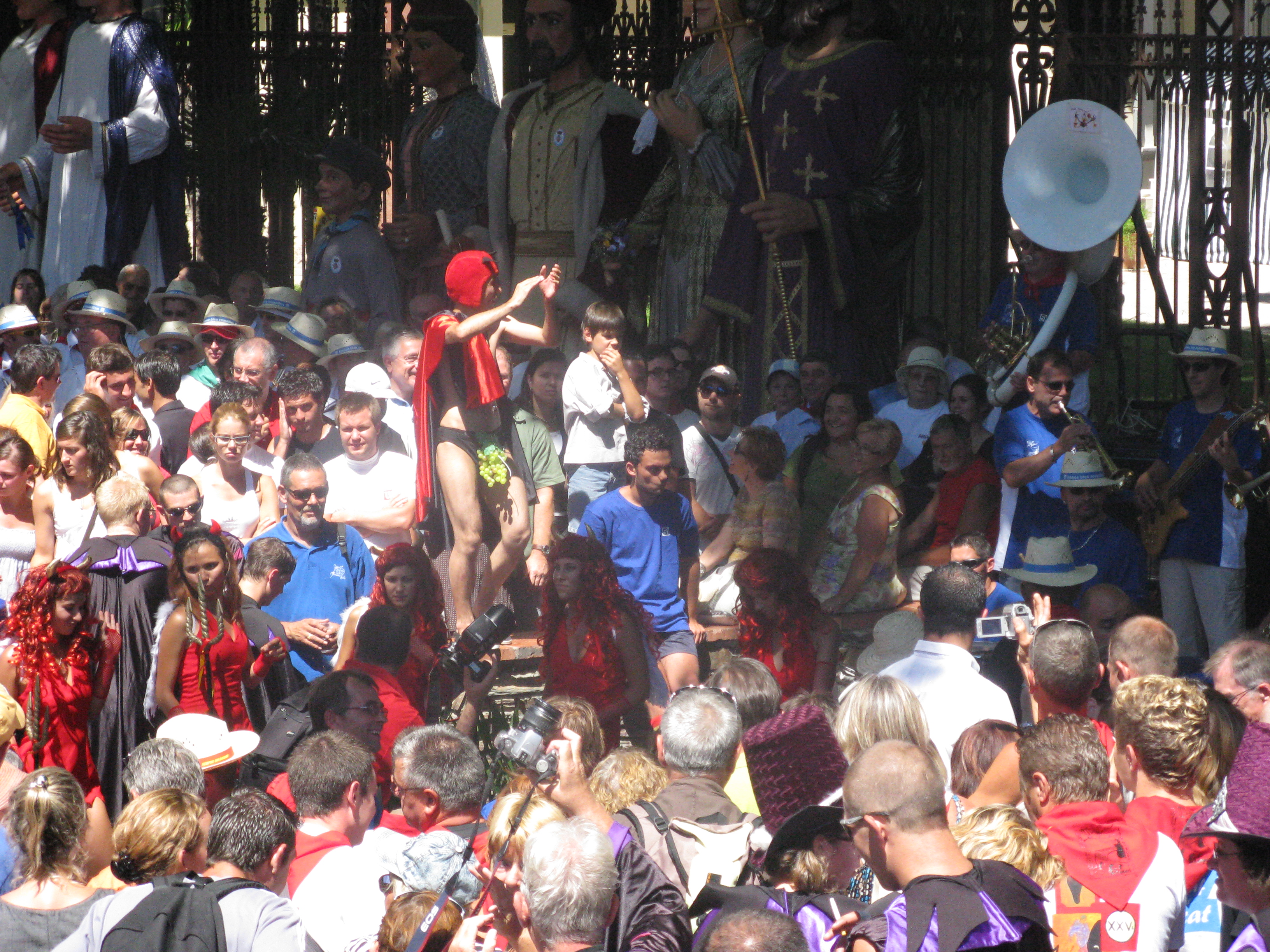
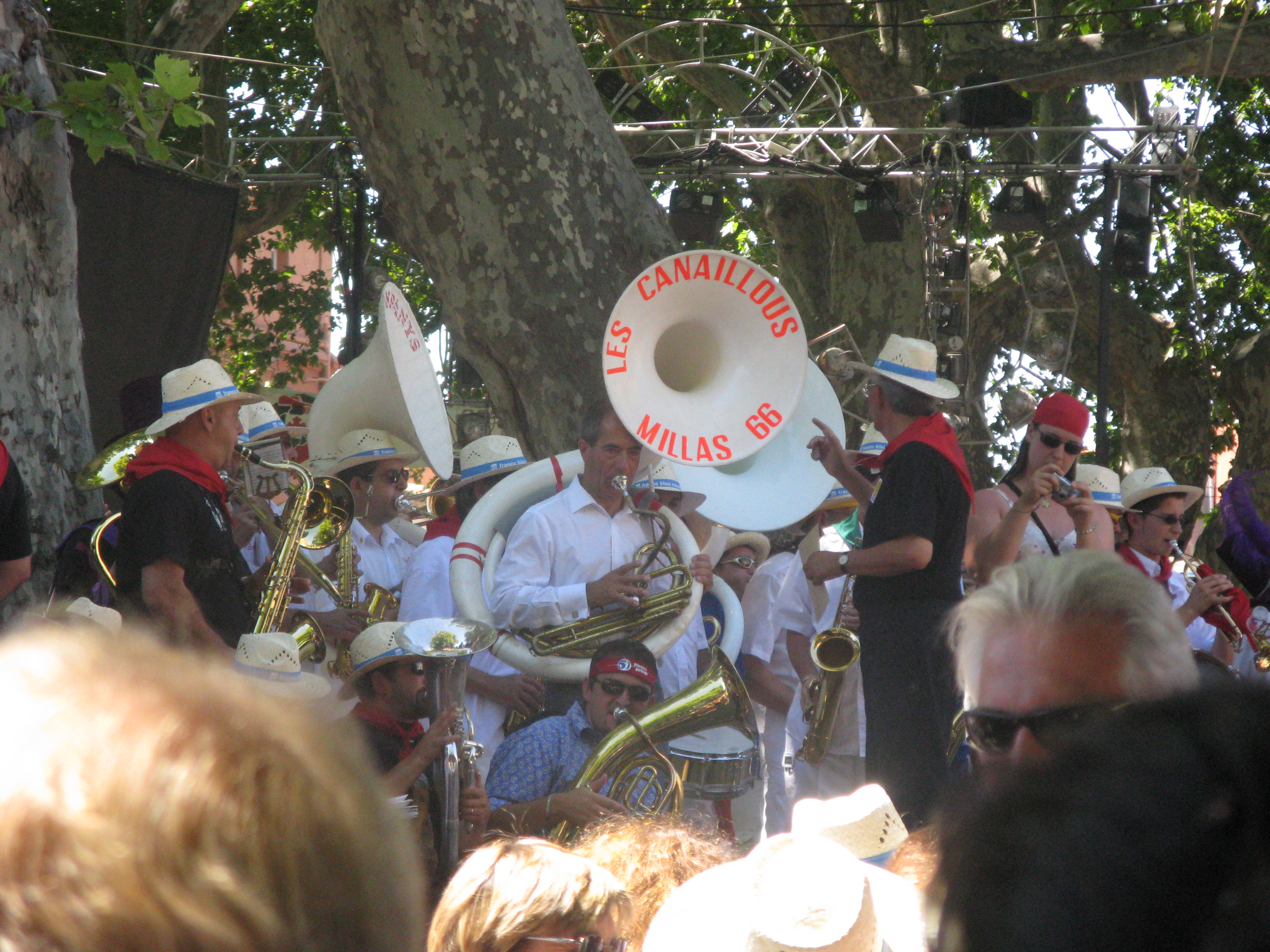
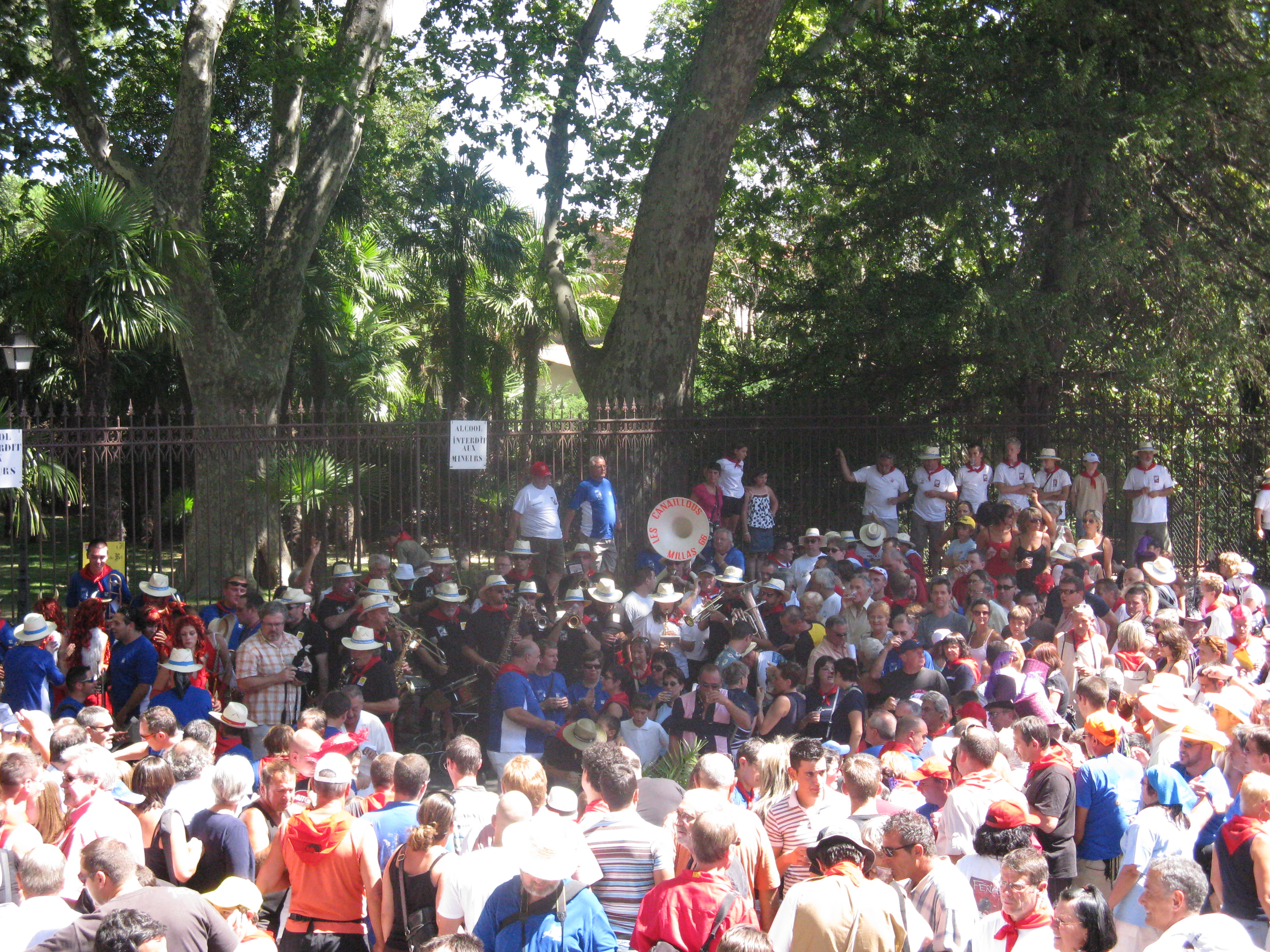

### Sports
- Club de rugby à XV : Union Sportive Millas évolue dans le Championnat Honneur pendant la saison 2013-2014. Il a été sacré champion de France Honneur en 1987, ainsi que champion de France de Fédérale 3 en 1993.

Ils évoluent actuellement[Quand ?] en 2e série.
- Club de Boxe Française : club qui présente les plus beaux palmarès, multiple champion de France, du monde, d'Europe.

## Économie

### Revenus
En 2018, la commune compte 1 700 ménages fiscaux, regroupant 3 940 personnes. La médiane du revenu disponible par unité de consommation est de 18 520 € (19 350 € dans le département). 37 % des ménages fiscaux sont imposés (42,1 % dans le département).

### Emploi
|                | 2008   | 2013   | 2018   |
| -------------- | ------ | ------ | ------ |
| Commune        | 11,6 % | 15,5 % | 11,7 % |
| Département    | 10,3 % | 12,9 % | 13,3 % |
| France entière | 8,3 %  | 10 %   | 10 %   |

En 2018, la population âgée de 15 à 64 ans s'élève à 2 436 personnes, parmi lesquelles on compte 68,7 % d'actifs (57 % ayant un emploi et 11,7 % de chômeurs) et 31,3 % d'inactifs,. En  2018, le taux de chômage communal (au sens du recensement) des 15-64 ans est inférieur à celui du département, mais supérieur à celui de la France, alors qu'en 2008 il était supérieur à celui du département.
La commune fait partie de la couronne de l'aire d'attraction de Perpignan, du fait qu'au moins 15 % des actifs travaillent dans le pôle,. Elle compte 978 emplois en 2018, contre 919 en 2013 et 949 en 2008. Le nombre d'actifs ayant un emploi résidant dans la commune est de 1 408, soit un indicateur de concentration d'emploi de 69,5 % et un taux d'activité parmi les 15 ans ou plus de 49,2 %.
Sur ces 1 408 actifs de 15 ans ou plus ayant un emploi, 348 travaillent dans la commune, soit 25 % des habitants. Pour se rendre au travail, 87,6 % des habitants utilisent un véhicule personnel ou de fonction à quatre roues, 1,9 % les transports en commun, 7,3 % s'y rendent en deux-roues, à vélo ou à pied et 3,2 % n'ont pas besoin de transport (travail au domicile).

### Activités hors agriculture

#### Secteurs d'activités
324 établissements sont implantés  à Millas au 31 décembre 2019. Le tableau ci-dessous en détaille le nombre par secteur d'activité et compare les ratios avec ceux du département,.
| Secteur d'activité                                                                                        | Commune | Commune | Département |
| Secteur d'activité                                                                                        | Nombre  | %       | %           |
| --- | ------- | ------- | ----------- |
| Ensemble                                                                                                  | 324     | 100 %   | (100 %)     |
| Industrie manufacturière, industries extractives et autres                                                | 24      | 7,4 %   | (8,7 %)     |
| Construction                                                                                              | 57      | 17,6 %  | (14,3 %)    |
| Commerce de gros et de détail, transports, hébergement et restauration                                    | 78      | 24,1 %  | (30,5 %)    |
| Information et communication                                                                              | 5       | 1,5 %   | (1,9 %)     |
| Activités financières et d'assurance                                                                      | 13      | 4 %     | (3 %)       |
| Activités immobilières                                                                                    | 25      | 7,7 %   | (6,2 %)     |
| Activités spécialisées, scientifiques et techniques et activités de services administratifs et de soutien | 51      | 15,7 %  | (13 %)      |
| Administration publique, enseignement, santé humaine et action sociale                                    | 37      | 11,4 %  | (13,9 %)    |
| Autres activités de services                                                                              | 34      | 10,5 %  | (8,5 %)     |

Le secteur du commerce de gros et de détail, des transports, de l'hébergement et de la restauration est prépondérant sur la commune puisqu'il représente 24,1 % du nombre total d'établissements de la commune (78 sur les 324 entreprises implantées  à Millas), contre 30,5 % au niveau départemental.

#### Entreprises et commerces
Les cinq entreprises ayant leur siège social sur le territoire communal qui génèrent le plus de chiffre d'affaires en 2020 sont : 
- BF Participations, commerce de gros (commerce interentreprises) de produits chimiques (20 941 k€)
- Sanerick, supermarchés (7 264 k€)
- SAS Beck Et Cie, travaux d'étanchéification (5 314 k€)
- Bureau D'expertise Et Assistance Ferroviaire - BEA Ferroviaire, ingénierie, études techniques (2 426 k€)
- Pierre Robin, restauration de type rapide (500 k€)

Millas possède deux zones d'activités économiques.

### Agriculture
La commune est dans la « plaine du Roussillon », une petite région agricole occupant la bande côtière et une grande partie centrale du département des Pyrénées-Orientales. En 2020, l'orientation technico-économique de l'agriculture  sur la commune est la culture de fruits ou d'autres cultures permanentes.
|               | 1988 | 2000 | 2010 | 2020 |
| ------------- | ---- | ---- | ---- | ---- |
| Exploitations | 225  | 120  | 47   | 32   |
| SAU (ha)      | 848  | 674  | 562  | 653  |

Le nombre d'exploitations agricoles en activité et ayant leur siège dans la commune est passé de 225 lors du recensement agricole de 1988  à 120 en 2000 puis à 47 en 2010 et enfin à 32 en 2020, soit une baisse de 86 % en 32 ans. Le même mouvement est observé à l'échelle du département qui a perdu pendant cette période 73 % de ses exploitations,. La surface agricole utilisée sur la commune a également diminué, passant de 848 ha en 1988 à 653 ha en 2020. Parallèlement la surface agricole utilisée moyenne par exploitation a augmenté, passant de 4 à 20 ha.

## Culture locale et patrimoine

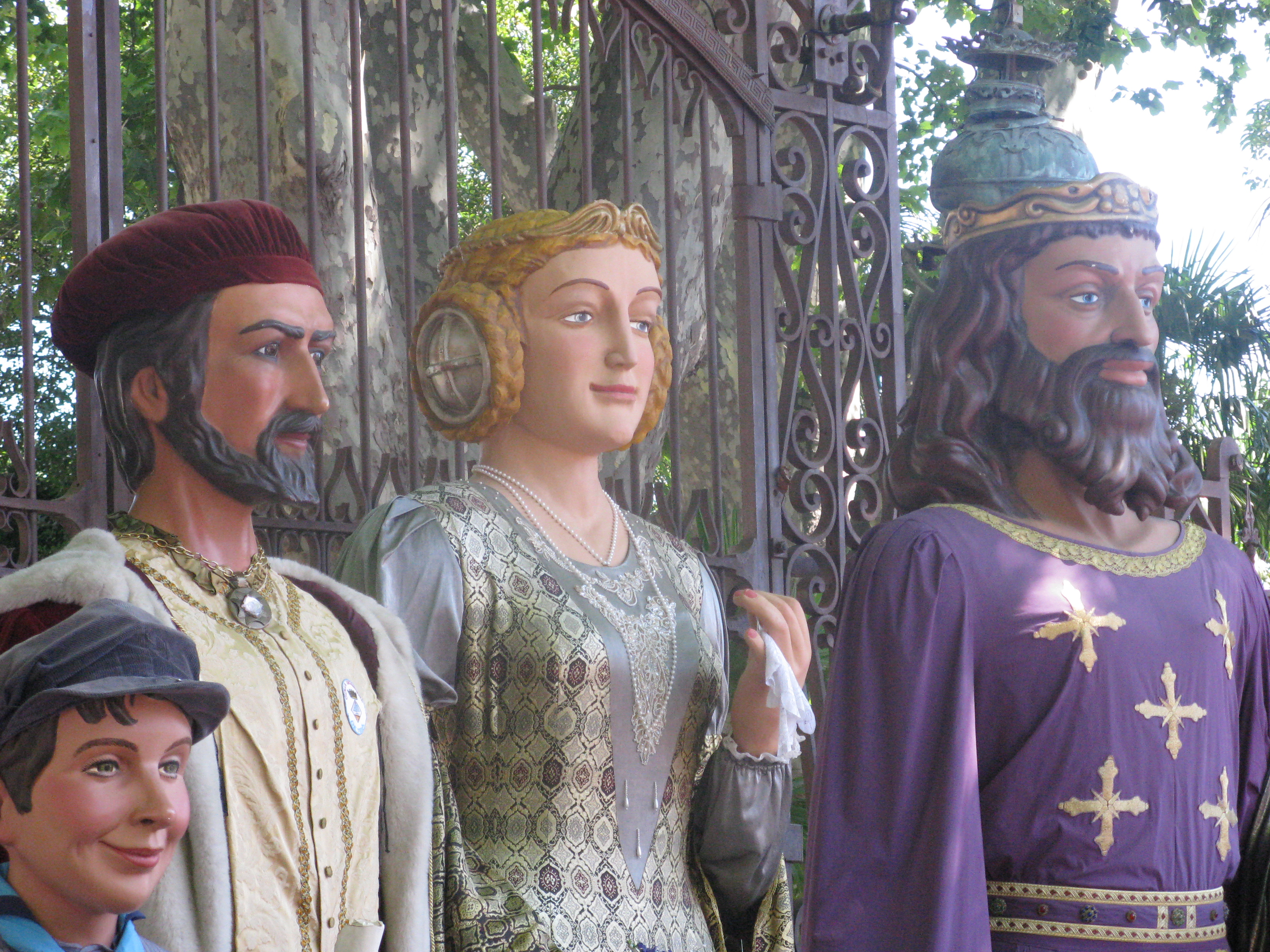
Les géants de la féria de Millas

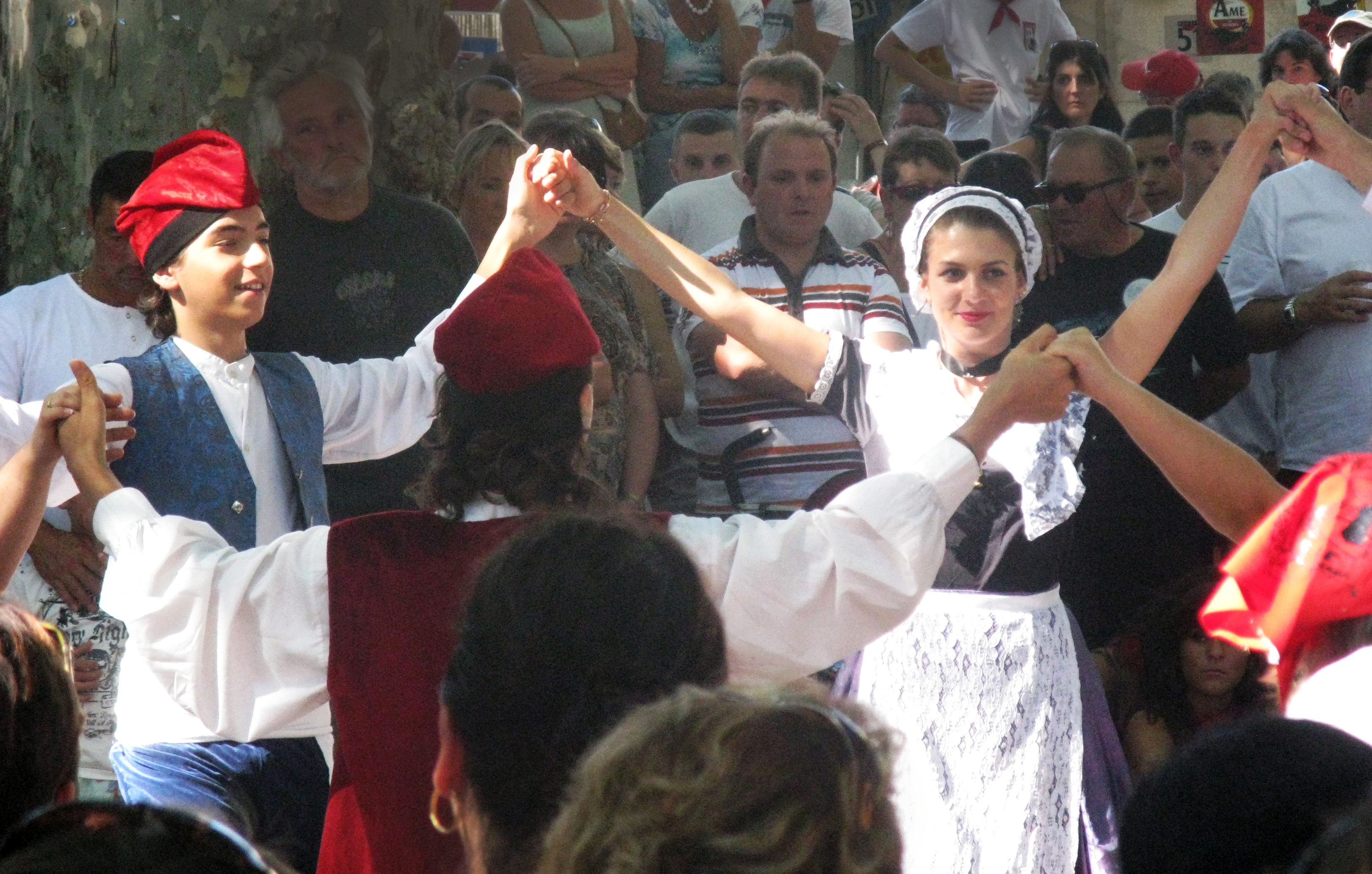
La sardane de la féria de Millas

### Monument et lieux touristiques
- Église Sainte-Eulalie-et-Sainte-Julie, de style roman. L'édifice a été inscrit au titre des monuments historiques en 1965[56]. Plusieurs objets sont référencés dans la base Palissy (voir les notices liées)[56].
- Chapelle Notre-Dame-des-Douleurs de Millas.
- Ruines de la chapelle Notre-Dame-du-Remède de Millas.

### Personnalités liées à la commune
- Augustin Pons (1774-1854) : militaire puis maire de Perpignan né à Millas ;
- Gaudérique Roget (1846-1917) : général de brigade, né à Millas ;
- Maurice Gravas[Note 17] (1885-1914) : joueur de rugby à XV (deuxième ligne) né à Millas, champion de France de rugby à XV en 1914 avec l'USAP ; Mort pour la France lors de la Première Guerre mondiale.
- Christian Bourquin (1954-2014) : député-maire de Millas, conseiller général du canton de Millas, président du conseil général des Pyrénées-Orientales et de la Région Languedoc-Roussillon, sénateur des Pyrénées-Orientales ;
- Jean-Michel Parent (1971), joueur français de rugby à XV, est né à Millas.

### Héraldique
| Blason de Millas | Blason  | D'azur à deux épis de millet adossés, tigés et feuillés d'or ; au chef retrait cousu de gueules. |
| Blason de Millas | Détails | Le statut officiel du blason reste à déterminer.                                                 |